# Zevio
Zevio és un comune (municipi) de la província de Verona, a la regió italiana del Vèneto, situat a uns 90 quilòmetres a l'oest de Venècia i a uns 14 quilòmetres al sud-est de Verona.
A 1 de gener de 2020 la seva població era de 15.353 habitants.
Zevio limita amb els següents municipis: Belfiore, Caldiero, Oppeano, Palù, Ronco all'Adige, San Giovanni Lupatoto i San Martino Buon Albergo.